# Омфалея
Омфа́лея (лат. Omphalea) — род цветковых растений в составе семейства Молочайные (Euphorbiaceae).

## Описание
Однодомные деревья, кустарники и лианы. Листья вечнозелёные или опадающие, с перистым или пальчатым жилкованием, прилистники опадающие, простые.
Соцветия терминальные, в виде кисти или метёлки. Цветки лишённые венчика, тычиночные — на цветоножках, с 3—5-листочковой чашечкой, пестичные — почти сидячие или также на цветоножках, с 4—5 опадающими чашелистиками. Тычинки в числе 2—3, сросшиеся в трубку. Пестики также сросшиеся с 2—3-лопастную трубку.
Плод — ягодообразная коробочка, семена почти шаровидные.

## Ареал
Представители рода широко распространены в тропических регионах мира, отсутствуют лишь на островах Тихого океана.

## Систематика

### Синонимы
- Duchola Adans., 1763, nom. superfl.
- Hebecocca Beurl., 1856
- Hecatea Thouars, 1804
- Neomphalea Pax & K.Hoffm., 1919
- Omphalandria P.Browne, 1756, nom. rej.
- Ronnowia Buc'hoz, 1779, nom. superfl.

### Виды
- Omphalea ankaranensis L.J.Gillespie, 1997
- Omphalea bracteata (Blanco) Merr., 1918
- Omphalea brasiliensis Müll.Arg., 1863
- Omphalea celata P.I.Forst., 1995
- Omphalea commutata Müll.Arg., 1863
- Omphalea diandra L., 1759
- Omphalea ekmanii Alain, 1971
- Omphalea frondosa Juss. ex Baill., 1858
- Omphalea grandifolia Merr., 1920
- Omphalea hypoleuca Griseb., 1865
- Omphalea malayana Merr., 1916
- Omphalea mansfeldiana Mildbr., 1936
- Omphalea megacarpa Hemsl., 1897
- Omphalea occidentalis Leandri, 1939
- Omphalea oleifera Hemsl., 1882
- Omphalea oppositifolia (Willd.) L.J.Gillespie, 1997
- Omphalea palmata Leandri, 1939
- Omphalea papuana Pax & K.Hoffm., 1914
- Omphalea queenslandiae F.M.Bailey, 1889
- Omphalea sargentii Merr., 1920
- Omphalea triandra L., 1759
- Omphalea trichotoma Müll.Arg., 1863